# 牡丹街道 (牡丹江市)
牡丹街道，又稱牡丹朝鮮族街道，是中华人民共和国黑龙江省牡丹江市西安区下辖的一个乡镇级行政单位。1981年1月，设立共和街道。1982年5月30日，共和街道更名为牡丹街道。

## 行政区划
牡丹街道下辖以下地区：
东丹社区。